# جیمی وورکمن
جیمی وُرکمن (انگلیسی: Jimmy Workman؛ زادهٔ ۴ اکتبر ۱۹۸۰) یک هنرپیشه اهل ایالات متحده آمریکا است. وی بین سال‌های ۱۹۹۰ تا ۲۰۰۴ میلادی فعالیت می‌کرد.
از فیلم‌ها یا برنامه‌های تلویزیونی که وی در آن نقش داشته است می‌توان به بهتر از این نمی‌شه اشاره کرد.